# Faculteitskring
Een faculteitskring is een vereniging van studenten die dezelfde studie volgen aan een Belgische universiteit of hogeschool. De activiteiten van deze verenigingen houden het midden tussen een studievereniging en een studentengezelligheidsvereniging in Nederland. De benaming is wat misleidend omdat er soms meerdere faculteitskringen kunnen bestaan aan één faculteit. Soms worden gelijkaardige verenigingen die verbonden zijn aan een departement van een hogeschool faculteitclubs genoemd.
De meeste faculteitskringen organiseren niet alleen ontspannende activiteiten voor hun leden, maar ook een cursusdienst. Aan de Katholieke Universiteit Leuven vertegenwoordigen de faculteitskringen ook de studenten van hun richting in de advies- en beleidsorganen van de universiteit.
Aan elke universiteit bestaat er wel een koepel van faculteitskringen:
- FaculteitenKonvent Gent (Universiteit Gent)
- Leuvense Overkoepelende KringOrganisatie (Katholieke Universiteit Leuven)
- Limburgs Overkoepelend Studentenorgaan (LOSO) (universiteit en hogescholen  te Hasselt, Genk en Diepenbeek)
- Brussels Studentengenootschap (Vrije Universiteit Brussel)
- Katholiek Vlaams Hoogstudentenverbond Brussel (KVHV) (Hogeschool-Universiteit Brussel en katholieke hogeschool in Brussel)
- Studenten Hoger Onderwijs Aalst - Katholiek Vlaams Hoogstudentenverbond (SHOA-KVHV) (studenten aan Aalsterse hogescholen)
- Katholiek Vlaams Technisch Hoogstudentenverbond Mechelen (KVTHVM) (Katholieke Industriële Hogeschool De Nayer Mechelen)
- ATOMOS (Katholieke Hogeschool Kempen)

De lijst van Belgische faculteitskringen staat in een apart artikel.